# Flacourtia kinabaluensis
Flacourtia kinabaluensis är en videväxtart som beskrevs av Herman Otto Sleumer. Flacourtia kinabaluensis ingår i släktet Flacourtia och familjen videväxter. Inga underarter finns listade i Catalogue of Life.